# 鋤齒鮟鱇
鋤齒鮟鱇（学名：Lophius vomerinus），為輻鰭魚綱鮟鱇目鮟鱇亞目鮟鱇科的其中一種，分布於東南大西洋區，從納米比亞及南非海域，棲息深度150-400公尺，體長可達100公分，生活在大陸坡，為底棲性魚類，屬肉食性，以魚類為食，可作為食用魚。

## 擴展閱讀
維基物種上的相關：鋤齒鮟鱇